# Miquel de Ramon i Milsocors
Miquel de Ramon de Milsocors (Barcelona, 14 de maig de 1620 – Estremoz, 22 de maig de 1663) va ser un militar filipista.
Membres pròxims la seva família estaven vinculats al món de la judicatura. És el cas del seu pare, Josep Ramon, que exerceix de jurista a Perpinyà, i també del cosí Lluís Ramon Fita, magistrat de la Reial Audiència de Catalunya assassinat a finals de 1640.
Durant la Guerra dels Segadors, guanya protagonisme a mesura que es presumeix una victòria castellana. Participa en les batalles del Camp de Tarragona de 1649 i, ja com a mestre de camp, en el setge a Barcelona (1651-52). Cinc anys més tard, és ascendit a comissari general de la cavalleria i obté la baronia de Vallespinosa (29 de juny), confiscada per Felip IV de Castella a Josep de Margarit. A escassos mesos de la signatura del Tractat dels Pirineus, el monarca li concedeix el privilegi de noblesa (28 d’agost de 1659).
Miquel de Ramon forma part de l’exèrcit castellà que, comandat per Joan Josep d’Àustria, intenta recuperar Portugal. Segons Manel Güell, mor el 22 de maig de 1663 mor a Estremoz.